# یواس‌اس گریدلی (دی‌دی-۹۲)
یواس‌اس گریدلی (دی‌دی-۹۲) (به انگلیسی: USS Gridley (DD-92)) یک کشتی بود که طول آن ۹۶٫۱۴ متر (۳۱۵٫۴ فوت) بود. این کشتی در سال ۱۹۱۸ ساخته شد.